# مهرجان إيليا للأفلام القصيرة

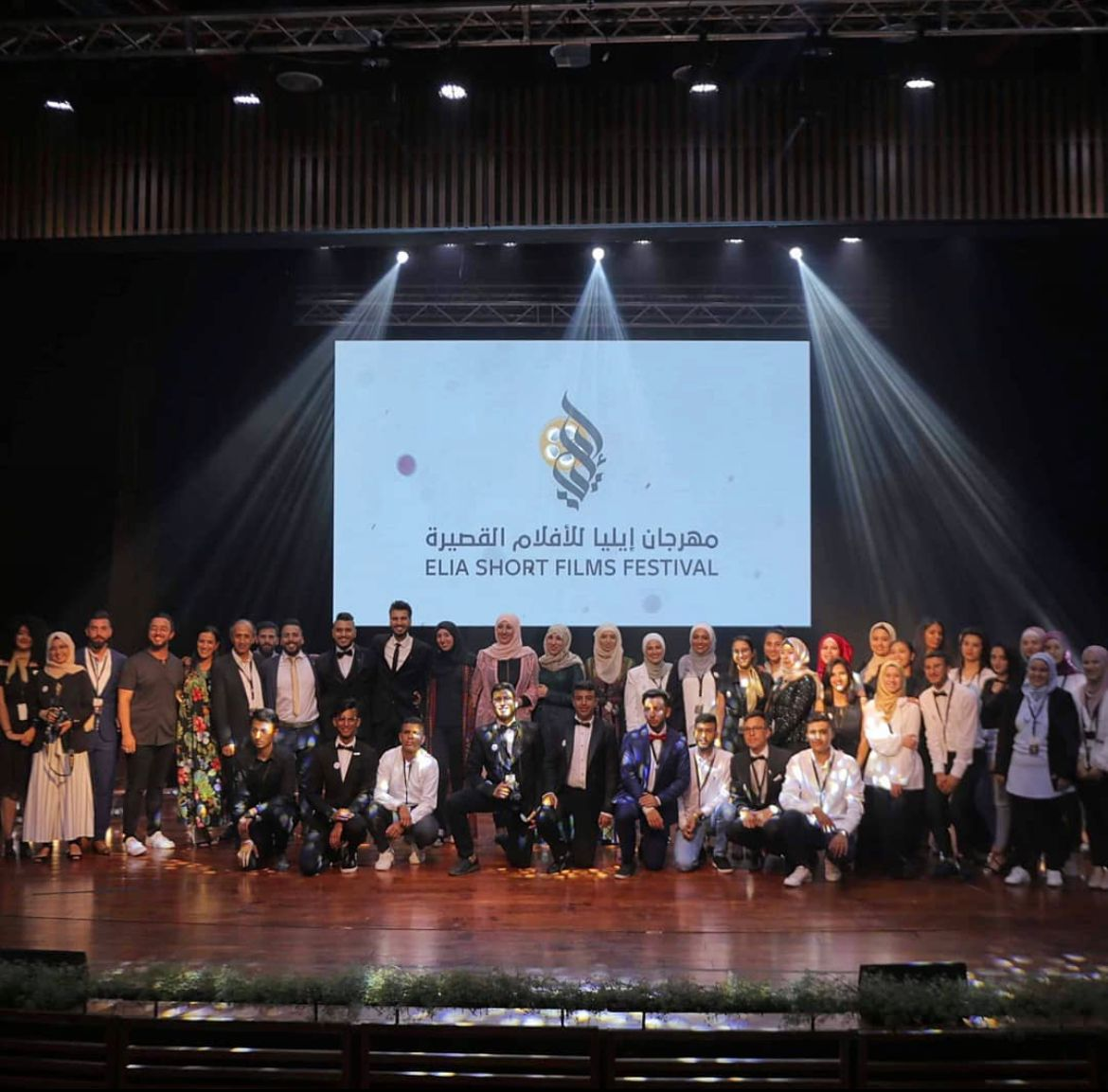
من الحفل الختامي لمهرجان إيليا للأفلام القصيرة في دورته الثانية عام 2019

مهرجان إيليا للأفلام القصيرة هو مهرجانٌ فلسطيني مختص بالأفلام القصيرة، انطلقت دورته الأولى في القدس عام 2018 بتأسيس المخرجان الفلسطينيان يوسف الصالحي وأكرم دويك.

## رؤيته

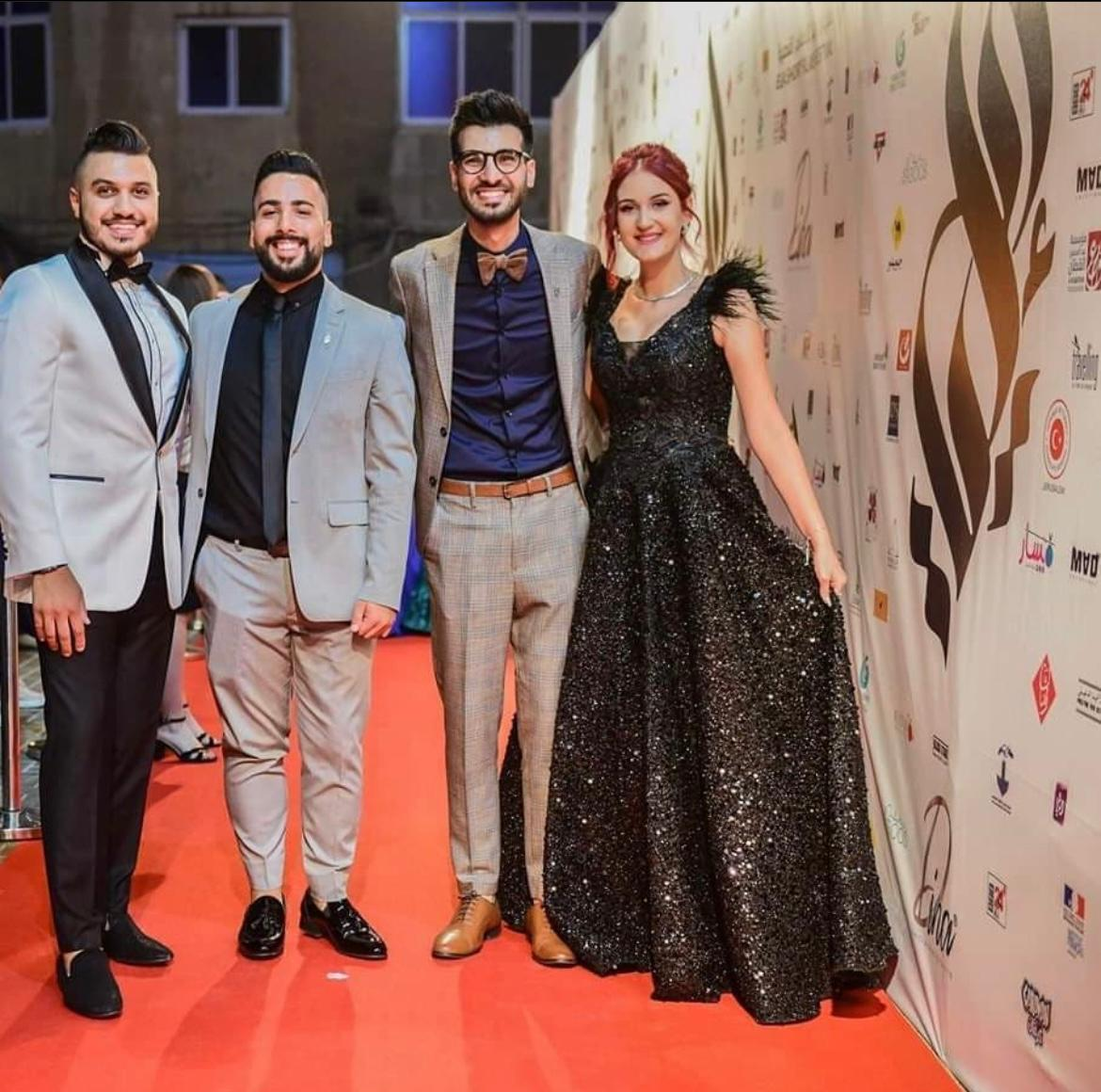
صورة من الحفل الافتتاحي لمهرجان إيليا للأفلام القصيرة في دورته الثانية عام 2019، في الصورة يوسف الصالحي وأكرم دويك مؤسسي المهرجان برفقة الإعلامي ليث طهبوب.

انطلق المهرجان بدورته الأولى عام 2018 وهو الحدث الفلسطيني السينمائي الأول من نوعه في مدينة القدس، في محاولة لتعزيز وجود السينما الفلسطينية لدى المجتمع الفلسطيني، بتأسيس من مبادرة اسمها "صار عنا سينما" بإدارة المخرجان الفلسطينيان يوسف الصالحي وأكرم دويك، وهي مبادرة شبابية تهدف إلى إنعاش وتعزيز أهمية السينما الفلسطينية خصوصاً لدى فئة الشباب في المجتمع الفلسطيني. ولأن السينما تعطي مساحة وصوتاً لمن لا صوت لهم، شكل هذا المهرجان مساحة ونافذة لأهل القدس للتواصل مع العالم. إذ قال مؤسس المهرجان يوسف صالحي للأناضول: «لكل مدينة هامة في العالم مهرجان سينمائي يمثلها، وينتظره المخرجون سنويا لعرض أفلامهم، ومن هنا بدأت فكرة أن نؤسس مهرجانًا ضخمًا يمثل القدس وفلسطين عربيًا وعالميًا في عالم السينما والأفلام».

## فعالياته
ضم المهرجان في دورتيه الأولى والثانية العديد من الفعاليات التي تضمنت حفلات افتتاحية وختامية للمهرجان عُرضت فيها أفلام قصيرة، كما وضم عروضاً للأفلام وورشات عديدة لجميع فئات المجتمع العمرية توزعت على العديد من المؤسسات المجتمعية المقدسية، كما وتضمنت محاضرات حول السينما الفلسطينية من مختصين في هذا المجال لنشر الوعي لدى فئات مختلفة عن السينما في فلسطين والعالم.

## الجوائز
توزعت جوائز مسابقة مهرجان إيليا على خمس فئات: أفضل فيلم فلسطيني، وأفضل إخراج، وأفضل ممثل، وأفضل ممثلة، وأفضل سيناريو، ولجنة التحكيم كانت فلسطينية عربية، ضمت: المخرجة الفلسطينية آن ماري جاسر، والمخرج الفلسطيني جورج خليفي، والمخرجة اللبنانية إنجي جمال، والممثل اللبناني كريم رحباني، والمخرج والممثل اللبناني سيريل عريس، والممثل الفلسطيني هنري اندراوس، والفنان الفلسطيني أمير خطيب، والمخرجة الفلسطينية محاسن ناصر الدين، ومديرة مركز يبوس الثقافي رانية إلياس.

## التحديات
يواجه المهرجان صعوبات كبيرة لاستمراريته نظراً لإنه يقام في القدس حيث يواجه المشهد الثقافي للمدينة معيقات كثيرة خصوصاً خلال الأعوام الماضية فمنذ عام 2021 شهدت المدينة أحداثاً سياسية متسارعة حالت دون إقامة دورات جديدة للمهرجان بعد دورته الثانية عام 2019.